# Xiang hun nü
Xiang hun nü (xinès simplificat: 香魂女, pinyin: Xiāng hún nǚ, literalment 'La dona amb un esperit flagrant') és una pel·lícula xinesa del 1993. Al món de parla anglesa, es va estrenar al Regne Unit amb el títol Women from the Lake of Scented Souls i posteriorment en DVD com Woman Sesame Oil Maker (en valencià: la dona que fabrica oli de sèsam). Es tracta d'una adaptació d'una novel·la de Zhou Daxin, "El molí d'oli fragant al costat del llac de les ànimes perfumades" (xinès simplificat: 香魂塘畔的香油坊, pinyin: Xiāng hún táng pàn de xiāngyóu fáng, literalment 'La botiga d'oli de sèsam al costat de l'estany de Xianghun').
La pel·lícula està adaptada i dirigida per Xie Fei i explica la història d'una dona d'un petit poble de Hebei, que dirigeix un xicotet negoci d'oli de sèsam que té un èxit inesperat, però que després utilitza els seus diners per comprar una núvia camperola per al seu fill amb discapacitat mental.
És una coproducció entre Tianjin Films i l'estudi de cinema de Changchun. La pel·lícula va guanyar l'Ós d'Or a la millor pel·lícula al 43 Festival Internacional de Cinema de Berlín l'any 1993, un premi que va compartir amb The Wedding Banquet d'Ang Lee.

## Trama
Xiang (Siqin Gaowa), una xica de poble, analfabeta i filla segona, va ser venuda com a tongyangxi (núvia infantil) al seu actual marit, un home amb una cama coixa, quan tenia set anys. Té un fill, Dunzi, amb discapacitat intel·lectual, que pateix atacs epilèptics i ara és gran, i una filla menor Zhi'er. Amb molt d'esforç ha posat en marxa un reeixit molí d'oli de sèsam i es converteix en la persona més rica del seu poble.
Una empresaria japonesa decideix invertir en el seu negoci després de visitar el seu molí. Mentrestant, la germana Xiang intenta trobar una núvia per al seu fill. Ella dissenya el matrimoni del seu fill amb Huanhuan (Wu Yujuan), una xicona d'una família de llauradors que es troba en greus dificultats financeres.
Una nit, Dunzi fereix a Huanhuan durant un atac. Huanhuan torna corrents a casa, però la seua sogra s'assegura que torne. Huanhuan és testimoni del seu sogre borratxo colpejant Xiang al llit. També troba Xiang en una aventura adúltera amb un amic de la família, Ren, que és el pare de la seua filla Zhi'er.
Més tard, Ren inicia una ruptura amb Xiang, que cau malalta. Té el cor trencat, tot i que el seu oli de sèsam ha estat guardonat amb el primer premi del govern provincial.
Finalment Xiang s'adona gradualment que Huanhuan, com ella, pateix com a esperit afí. Ella decideix alliberar Huanhuan demanant-li que es divorcie. Però Huanhuan afirma que la seua vida ja està arruïnada, patint un atac.